# Astragalus inaniae
Astragalus inaniae es una especie de planta del género Astragalus, de la familia de las leguminosas, orden Fabales.

## Distribución
Astragalus inaniae se distribuye por Turquía.

## Taxonomía
Fue descrita científicamente por Göktürk, O. D. Dücen & Sümbül. Fue publicada en Israel J. Pl. Sci. 51(1): 67 (2003).